# بروس مالر
بروس مالر (انگلیسی: Bruce Mahler؛ زادهٔ ۱۲ سپتامبر ۱۹۵۰) یک هنرپیشه، فیلم‌نامه‌نویس، و تهیه‌کننده اهل ایالات متحده آمریکا است. وی بین سال‌های ۱۹۷۷ تا ۲۰۰۱ میلادی فعالیت می‌کرد.